# Lista över Ghanas statschefer

Presidentens flagga.

Detta är en lista över Ghanas statsöverhuvuden. 
Ghana blev självständigt från Storbritannien 1957, från början som ett samväldesrike. Landet blev en republik tre år senare men är fortfarande medlem i Samväldet.
| Namn                | Ämbetsperiod                         | Titel                                |
| ------------------- | ------------------------------------ | ------------------------------------ |
| Elizabeth II        | 6 mars 1957 – 1 juli 1960            | Drottning                            |
| Kwame Nkrumah       | 1 juli 1960 – 24 februari 1966       | President                            |
| Joseph Ankrah       | 24 februari 1966 – 2 april 1969      | Ordförande Nationella Befrielserådet |
| Akwasi Afrifa       | 2 april 1969 – 7 augusti 1970        | Ordförande Presidentskommission      |
| Nii Amaa Ollennu    | 7 augusti – 31 augusti 1970          | tillförordnad president              |
| Edward Akufo-Addo   | 31 augusti 1970 – 13 januari 1972    | President                            |
| Ignatius Acheampong | 13 januari 1972 – 5 juli 1978        | Militärjuntans ledare                |
| Fred Akuffo         | 5 juli 1978 – 4 juni 1979            | Militärjuntans ledare                |
| Jerry Rawlings      | 4 juni – 24 september 1979           | Militärjuntans ledare                |
| Hilla Limann        | 24 september 1979 – 31 december 1981 | President                            |
| Jerry Rawlings      | 31 december 1981 – 7 januari 1993    | Militärjuntans ledare                |
| Jerry Rawlings      | 7 januari 1993 – 7 januari 2001      | President                            |
| John Agyekum Kufuor | 7 januari 2001 – 7 januari 2009      | President                            |
| John Atta Mills     | 7 januari 2009 – 24 juli 2012        | President                            |
| John Dramani Mahama | 24 juli 2012 – 7 januari 2017        | President                            |
| Nana Akufo-Addo     | 7 januari 2017 – 7 januari 2025      | President                            |
| John Dramani Mahama | 7 januari 2025 –                     | President                            |